# Вукан (Сърбия)
Вукан (на сръбски: Вукан или Vukan) е велик жупан на Сърбия, управлявал през 1083 – 1112 година, основоположник на династията Вукановичи.
Той е син на Петрислав, когото наследява през 1083 година като жупан на Рашка. От 1091 година използва титлата велик жупан, утвърждавайки се като самостоятелен владетел, а след смъртта на чичо си Константин Бодин през 1101 година се превръща в най-влиятелния сръбски владетел, като води успешни войни срещу Източната Римска империя.
Вукан умира през 1112 година и е наследен от своя племенник Урош I.